# Jeffrey Jones
Jeffrey Duncan Jones (Buffalo, 28 settembre 1946) è un attore statunitense, noto soprattutto per la sua interpretazione dell'Imperatore Giuseppe II nel film vincitore del premio Oscar nell'edizione del 1985 Amadeus di Miloš Forman, e per il suo sodalizio con il regista Tim Burton, per il quale ha interpretato tre pellicole, Beetlejuice - Spiritello porcello (1988), Ed Wood (1994) e Il mistero di Sleepy Hollow (1999).

## Biografia
È figlio di Ruth Shooley, una storica dell'arte che lo ha spinto ad intraprendere la strada della recitazione, e di Douglas Bennett Jones, che morì quando era ancora un bambino. Nel 1969 Jones andò a Londra per studiare presso la London Academy of Music and Dramatic Art, dopodiché ha lavorato per tre anni per la compagnia dello Stratford Theatre a Stratford in Ontario. Ha iniziato ad interpretare piccole parti per il cinema e per la televisione verso la fine degli anni settanta.
Un ruolo da non protagonista nel film del 1983 Soldi facili di James Signorelli e la partecipazione a un episodio della serie TV Mai dire sì lo aiutarono ad avere la parte dell'Imperatore Giuseppe II in Amadeus di Miloš Forman, sostituendo Ian Richardson che era stato in precedenza scelto per il ruolo; per l'interpretazione ottenne la candidatura al Golden Globe per il miglior attore non protagonista. È diventato in seguito molto popolare per il ruolo del preside Edward R. Rooney nel film Una pazza giornata di vacanza del 1986, interpretando un personaggio pieno di sé e ossessionato dall'idea di riportare all'ordine lo studente scansafatiche Ferris Bueller, protagonista del film, diventando così per un certo periodo negli Stati Uniti un simbolo delle persone arroganti, odiose e autoritarie a sproposito.
È stato uno degli attori preferiti da Tim Burton, per il quale è apparso in Beetlejuice - Spiritello porcello, Ed Wood e Il mistero di Sleepy Hollow. Ha partecipato inoltre ad altri film di successo come Hanoi Hilton, Caccia a Ottobre Rosso, Howard e il destino del mondo, L'avvocato del diavolo, Stuart Little - Un topolino in gamba e L'insaziabile. Tra il 2004 e il 2006 ha preso parte a 35 episodi del telefilm western Deadwood per la rete televisiva HBO.

## Problemi legali
Nel 2002 Jones fu arrestato per possesso di materiale pedopornografico e accusato di aver chiesto ad un ragazzo di 14 anni di posare per fotografie di nudo. Jones non ha contestato le accuse a suo carico. Il suo avvocato ha sottolineato che non c'era alcuna accusa di molestie sessuali. L'attore è stato condannato a cinque anni di libertà vigilata e l'obbligo di registrarsi come molestatore sessuale. Nel 2010 è stato arrestato due volte per non aver aggiornato il suo status di molestatore sessuale, sia in Florida sia in California.

## Filmografia

### Cinema
- Il rivoluzionario (The Revolutionary), regia di Paul Williams (1970)
- Un matrimonio (A Wedding), regia di Robert Altman (1978)
- Executor (The Soldier), regia di James Glickenhaus (1982)
- Soldi facili (Easy Money), regia di James Signorelli (1983)
- Amadeus, regia di Miloš Forman (1984)
- Una notte in Transilvania (Transylvania 6-5000), regia di Rudy De Luca (1985)
- Una pazza giornata di vacanza (Ferris Bueller's Day Off), regia di John Hughes (1986)
- Howard e il destino del mondo (Howard the Duck), regia di Willard Huyck (1986)
- The Hanoi Hilton, regia di Lionel Chetwynd (1987)
- Beetlejuice - Spiritello porcello (Beetlejuice) regia di Tim Burton (1988)
- Senza indizio (Without a Clue), regia di Thom Eberhardt (1988)
- Chi è Harry Crumb? (Who's Harry Crumb?), regia di Paul Flaherty (1989)
- Valmont, regia di Miloš Forman (1989)
- Caccia a Ottobre Rosso (The Hunt for Red October), regia di John McTiernan (1990)
- Mille modi per nascondere un cadavere (Enid Is Sleeping), regia di Maurice Phillips (1990)
- Mom and Dad Save the World, regia di Greg Beeman (1992)
- Frequenze pericolose (Stay Tuned), regia di Peter Hyams (1992)
- Ma capita tutto a me? (Out on a Limb), regia di Francis Veber (1992)
- Tra cielo e terra (Heaven & Earth), regia di Oliver Stone (1992) - cameo
- Extra Terrorestrial Alien Encounter, regia di Jerry Rees - cortometraggio (1994)
- Ed Wood, regia di Tim Burton (1994)
- Scappa e vinci (Houseguest), regia di Randall Miller (1995)
- Bombmeister, regia di John Lafia (1995)
- La seduzione del male (The Crucible), regia di Nicholas Hytner (1996)
- Monello flagello (The Pest), regia di Paul Miller (1997)
- Flypaper, regia di Klaus Hoch (1997)
- Santa Fe, regia di Andrew Shea (1997) - cameo
- L'avvocato del diavolo (The Devil's Advocate), regia di Taylor Hackford (1997)
- There's No Fish Food in Heaven, regia di Eleanor Gaver (1998)
- L'insaziabile (Ravenous), regia di Antonia Bird (1999)
- Il mistero di Sleepy Hollow (Sleepy Hollow), regia di Tim Burton (1999)
- Stuart Little - Un topolino in gamba (Stuart Little), regia di Rob Minkoff (1999)
- Una spia per caso (Company Man), regia di Peter Askin e Douglas McGrath (2000)
- Heartbreakers - Vizio di famiglia (Heartbreakers), regia di David Mirkin (2001)
- Il dottor Dolittle 2 (Dr Dolittle 2) regia di Steve Carr (2001)
- Due sballati al college (How High), regia di Jesse Dylan (2001)
- Par 6, regia di Grant Heslov (2002)
- Who's Your Caddy?, regia di Don Michael Paul (2007)
- Terremoto 10.0 (10.0 Earthquake), regia di David Gidali (2014)

### Televisione
- The Adams Chronicles – miniserie TV (1976)
- Sara – serie TV, 1 episodio (1976)
- Great Performances – serie TV, 1 episodio (1977)
- Kojak – serie TV, episodio 4x23 (1977)
- Interrogation in Budapest, regia di Martin Hoade – film TV (1978)
- A Fine Romance, regia di Hal Cooper – film TV (1983)
- Mai dire sì (Remington Steele) – serie TV, 1 episodio (1983)
- Ai confini della realtà (The Twilight Zone) – serie TV, episodio 1x25 (1985)
- If Tomorrow Comes – miniserie TV (1986)
- George Washington II: The Forging of a Nation, regia di William A. Graham – film TV (1986)
- Fresno – miniserie TV (1986)
- Storie incredibili (Amazing Stories) – serie TV, episodio 2x12 (1986)
- Kenny Rogers as The Gambler, Part III: The Legend Continues, regia di Dick Lowry – film TV (1987)
- The People Next Door – serie TV, 10 episodi (1989)
- I racconti della cripta (Tales from the Crypt) – serie TV, 1 episodio (1993)
- L'angelo della vendetta (The Avenging Angel), regia di Craig R. Baxley – film TV (1995)
- Oltre i limiti (The Outer Limits) – serie TV, 1 episodio (1998)
- Till Dad Do Us Part, regia di Randall Miller – film TV (2001)
- Deadwood – serie TV, 35 episodi (2004-2006)
- Hemingway & Gellhorn, regia di Philip Kaufman – film TV (2012) - cameo
- Deadwood - Il film (Deadwood: The Movie), regia di Daniel Minahan – film TV (2019)

### Doppiatore
- DTV Monster Hits, regia di Andrew Solt - film TV (1987)
- Duckman: Private Dick/Family Man - serie TV, 1 episodio (1994)
- Batman - serie TV, 1 episodio (1995)
- Aaahh!!! Real Monsters - serie TV, 1 episodio (1995)
- Eek! the Cat - serie TV, 1 episodio (1996)
- Fallout 2 (Fallout 2: A Post-Nuclear Role-Playing Game) - videogioco (1998)
- Justice League - serie TV, 2 episodi (2002)
- Invader Zim - serie TV, 4 episodi (2001-2006)

## Doppiatori italiani
Nelle versioni in italiano delle opere in cui ha recitato, Jeffrey Jones è stato doppiato da:
- Paolo Lombardi in Amadeus, Deadwood, Deadwood - Il film
- Rodolfo Bianchi ne La seduzione del male, Heartbreakers - Vizio di famiglia, Il dottor Dolittle 2
- Dario Penne in Valmont, Stuart Little - Un topolino in gamba
- Paolo Buglioni in Frequenze pericolose, L'avvocato del diavolo
- Massimo Lodolo in L'angelo della vendetta, Amadeus (ridoppiaggio)
- Carlo Valli in Storie incredibili
- Pino Colizzi in Beetlejuice - Spiritello porcello
- Romano Malaspina in Ed Wood
- Franco Zucca ne Il mistero di Sleepy Hollow
- Carlo Sabatini in Una notte in Transilvania
- Paolo Poiret in Una pazza giornata di vacanza
- Gianni Marzocchi in Howard e il destino del mondo
- Carlo Reali in Senza indizio
- Alessandro Rossi in Chi è Harry Crumb?
- Stefano De Sando in Ma capita tutto a me?
- Sergio Tedesco in L'insaziabile
- Vittorio Di Prima in Una spia per caso
- Giorgio Locuratolo in Terremoto 10.0
- Renato Cecchetto in Hemingway & Gallhorn